# Петропавлівка (Бердянський район)
Петропавлівка — село в Україні, у Чернігівській селищній громаді Бердянського району Запорізької області. Населення становить 105 осіб (1 січня 2015). До 2016 орган місцевого самоврядування — Новоказанкуватська сільська рада.
Село тимчасово окуповане російськими військами 24 лютого 2022 року.

## Географія
Село Петропавлівка лежить на відстані 2 км від села Крижчене та за 2,5 км від села Новомихайлівка. По селу протікає струмок що пересихає із загатою.

## Історія
Засноване село 1922 року переселенцями з с. Петропавлівка Пологівського району. Одними з перших поселенців були 5 братів Дмухів, які своїми силами змайстрували млин-вітряк, що слугував усьому селу. Навіть після колективізації вони працювали в цьому млині. 1924 року в селі громадою побудовано початкову школу. 1928 року на одній та другій вулицях були створені ТСОЗи для спільного придбання техніки й інвентарю. На початку 1930 року в селі утворили колгосп ім. Петровського. Слабкість колгоспу, небажання середняків у нього вступати призвели до розвалу колгоспу і в 1931 році організували комуну. 1934 року знов утворили колгосп. Перед війною колгосп зміцнів, але мирне життя перервалося. На фронтах радянсько-гітлерівської війни воювало 86 петровчан, загинуло 57. У 1974 році збудовано меморіальний комплекс на честь воїнів-земляків, які загинули у війні та насаджений Парк слави. 1950 року в результаті укрупнення колгоспів місцевий колгосп об'єднано з колгоспами сіл Крижчене та Зелений Луг. 1959 року цей колгосп увійшов до складу колгоспу з с. Новомихайлівка. Поступово село потрапляє в розряд неперспективних. 1977 року школу закривають, молодь від'їздить із села.
12 червня 2020 року, відповідно до Розпорядження Кабінету Міністрів України від  № 713-р «Про визначення адміністративних центрів та затвердження територій територіальних громад Запорізької області», увійшло до складу Чернігівської селищної громади.
19 липня 2020 року після ліквідації Чернігівського району село увійшло до Бердянського району.

## Населення

### Мова
| українська мова | російська |
| --------------- | --------- |
| 98.68%          | 1.32%     |